# Кубок мира по решению шахматных композиций
Кубок мира по решению шахматных композиций — турнир по решению ежегодно проводимый WFCC. Кубок мира проводится поэтапно в странах участников кубка мира. Среди победителей — представители Бельгии, Польши, Литвы и России.
1-й кубок мира. Сезон 2015—2016 гг.
1 место — Ван Бирс Эдди (Бельгия); 2 место — Онкоуд Абделазиз (Марокко); 3 место — Лимонтас Мартинас (Литва);
2-й кубок мира. Сезон 2016—2017 гг.
1 место — Мурдзя Пётр (Польша); 2 место — Вучкович Боян (Сербия); 3 место — Пёрун Кацпер (Польша);
3-й кубок мира. Сезон 2017—2018 гг.
1 место — Лимонтас Мартинас (Литва); 2 место — Саткус Видмантас (Литва); 3 место — Мурдзя Пётр (Польша);
4-й кубок мира. Сезон 2018—2019 гг.
1 место — Павлов Данила (Россия); 2 место — Лимонтас Мартинас (Литва); 3 место — Ван Бирс Эдди (Бельгия);
5-й кубок мира. Сезон 2019—2020 гг.
1 место — Попов Алексей (Россия); 2 место — Мурдзя Пётр (Польша); 3 место — Лимонтас Мартинас (Литва);
6-й кубок мира. Сезон 2021—2022 гг.
1 место — Павлов Данила (ФИДЕ); 2 место — Ван Бирс Эдди (Бельгия); 3 место — Лимонтас Мартинас (Литва);
7-й кубок мира. Сезон 2022—2023 гг.
1 место — Ван Бирс Эдди (Бельгия); 2 место — Кузнецовас Кевинас (Литва); 3 место — Мурдзя Пётр (Польша).